# No Sleep 'til Hammersmith
No Sleep 'til Hammersmith är hårdrocksgruppen Motörheads första livealbum, utgivet 1981. Det blev, som första album av gruppen, etta på UK Albums Chart. 
Merparten av låtarna spelades in under tre konserter i Leeds och Newcastle i slutet av mars 1981, under Short, Sharp Pain in the Neck-turnén. "Iron Horse" spelades dock in redan 1980. Trots albumtiteln spelade man under turnén aldrig på Hammersmith Odeon.
No Sleep 'til Hammersmith har blivit ett begrepp bland Motörhead-fans som betyder en kommande bättre värld. I någon mening, en dag kommer vi ända fram till Hammersmith Odeon.

## Låtlista
1. "Ace of Spades" - 3:01
2. "Stay Clean" - 2:50
3. "Metropolis" - 3:31
4. "The Hammer" - 3:05
5. "Iron Horse" - 3:58
6. "No Class" - 2:34
7. "Overkill" - 5:13
8. "(We Are) The Road Crew" - 3:31
9. "Capricorn" - 4:40
10. "Bomber" - 3:24
11. "Motorhead" - 4:47

## Medverkande
- Eddie Clarke - gitarr
- Lemmy Kilmister - bas, sång
- Phil Taylor - trummor